# خلیج پاورتی

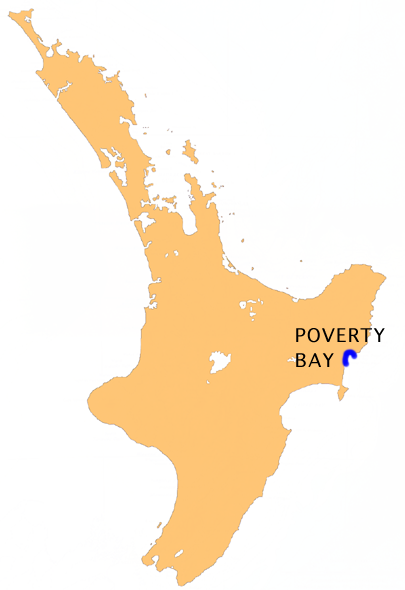
نمایی از نقشهٔ محل خلیج پاورتی در ساحل شرقی جزیره شمالی نیوزلند - ۲۰۰۵

خلیج پاورتی (فقر) (Poverty Bay) بزرگترین خلیج در بین چندین خلیج کوچک در ساحل شرقی جزیره شمالی نیوزلند و در شمال خلیج هاوک (Hawke Bay) است. طول آن ۱۰ کیلومتر (۶ مایل) از جنوب غربی تا شمال شرقی می باشد. شهر گیسبورن (Gisborne) در ساحل شمالی خلیج و شهرک کوچک موریوای (Muriwai) در انتهای جنوبی خلیج واقع شده‌است. این نام اغلب برای اشاره به کل منطقه اطراف شهر گیزبورن استفاده می شود. خلیج پاورتی محل زندگی چند قبیله (ایوی=iwi) مائوری است.

## تاریخچه
اولین اروپایی که پا به نیوزلند گذاشته، کاپیتان جیمز کوک است که با کشتی اندیور (HMS Endeavour) در ۷ اکتبر ۱۷۶۹ در اینجا پهلو گرفت (در آن زمان به عنوان Teoneroa شناخته می شد). این اولین ملاقات منجر به کشته شدن جوانی مائوری بنام ته مارو (Te Maro) در جریان درگیری با خدمه شد.
اگرچه کوک توانست برخی از گیاهان را برای دفع اسکوربوت به‌دست آورد، او نتوانست بسیاری از آذوقه‌های مورد نیاز خود و خدمه‌اش را در خلیج تهیه کند و به همین دلیل نام اینجا را خلیج فقر (Poverty Bay) گذاشت. اولین نامی که کوک برای ورودی خلیج انتخاب کرد، اندیور بود، به عنوان یادبود اولین محل ساحل‌گیری کشتی‌اش در نیوزیلند. در فوریه ۲۰۱۹، نام خلیج به طور رسمی توسط هیئت جغرافیایی نیوزیلند به عنوان خلیج پاورتی درج شد.
ایستگاه‌های صید نهنگ در طول قرن نوزدهم در خلیج کار می‌کردند.

## جغرافیا
این خلیج از رودخانه وای پا اوآ (Waipaoa) آب میگیرد که حوضه آبریز آن ۲٬۲۰۵ کیلومتر مربع (۸۵۱ مایل مربع) است. بافر آبرفتی رودخانه اندک است و ۹۵ درصد از رسوبات توسط تاقدیس‌های مربوط به فرورانش در سمت دریا به‌جا گذاشته میشود. این باعث شده‌است که خلیج پاورتی منطقه مناسبی برای مطالعات رسوبی شود. رسوبات خلیج گذشتهٔ تغییرات ناشی از شروع ESNO، استعمار نیوزیلند توسط پولینزیایی‌ها (و جنگل‌زدایی آن‌ها)، جنگل‌زدایی بعدی توسط غربی‌ها، و فوران تاوپو (Taupo) را نشان می‌دهند.
خلیج پاورتی یکی از مناطق حاصلخیز نیوزیلند است و به خاطر شراب شاردونه، میوه، سبزیجات و آووکادو، با آفتاب فراوان و خاک آبرفتی حاصلخیز معروف است.